# Sant Miquel de Sant Hipòlit de la Salanca

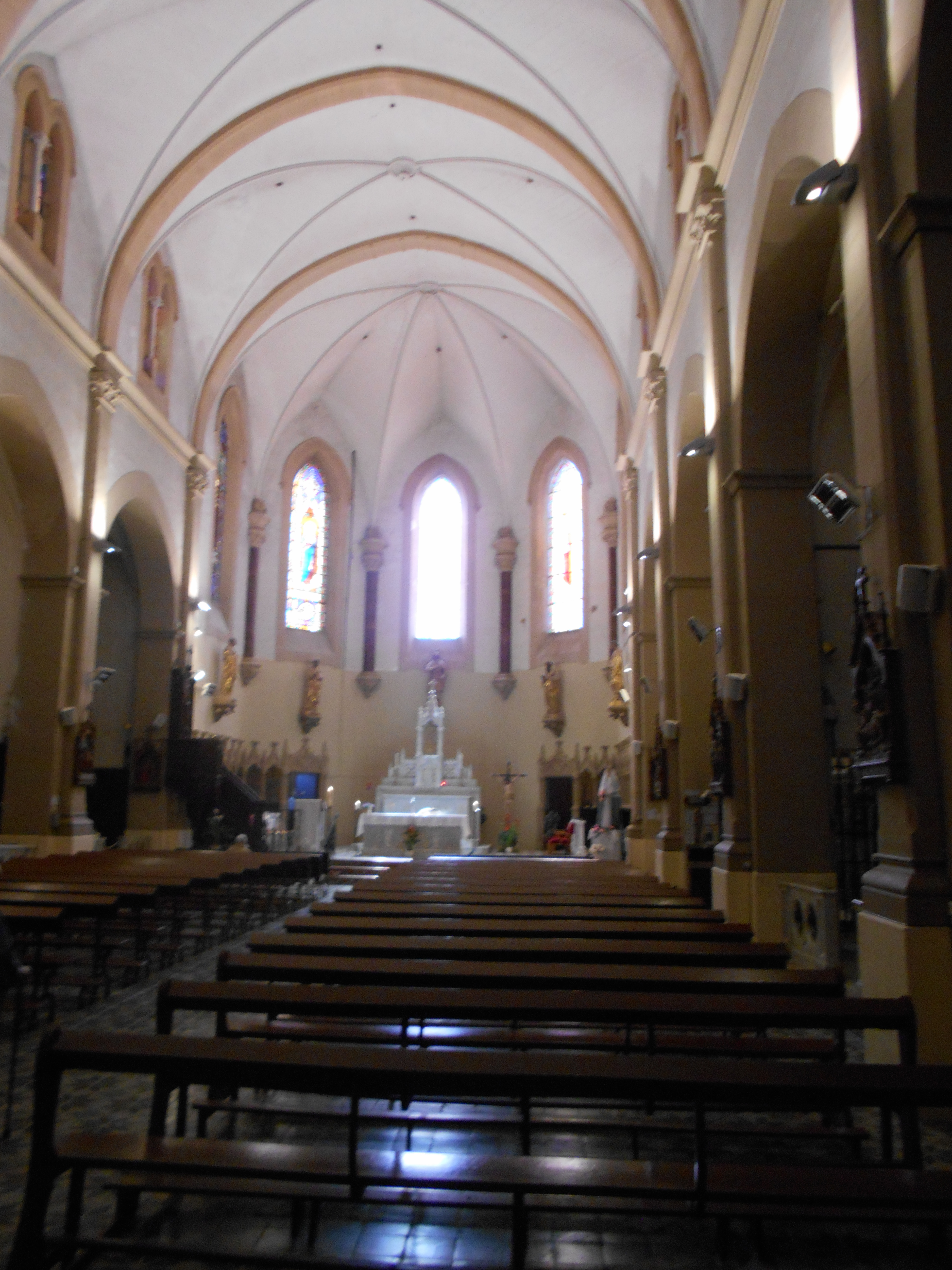
Interior de l'església

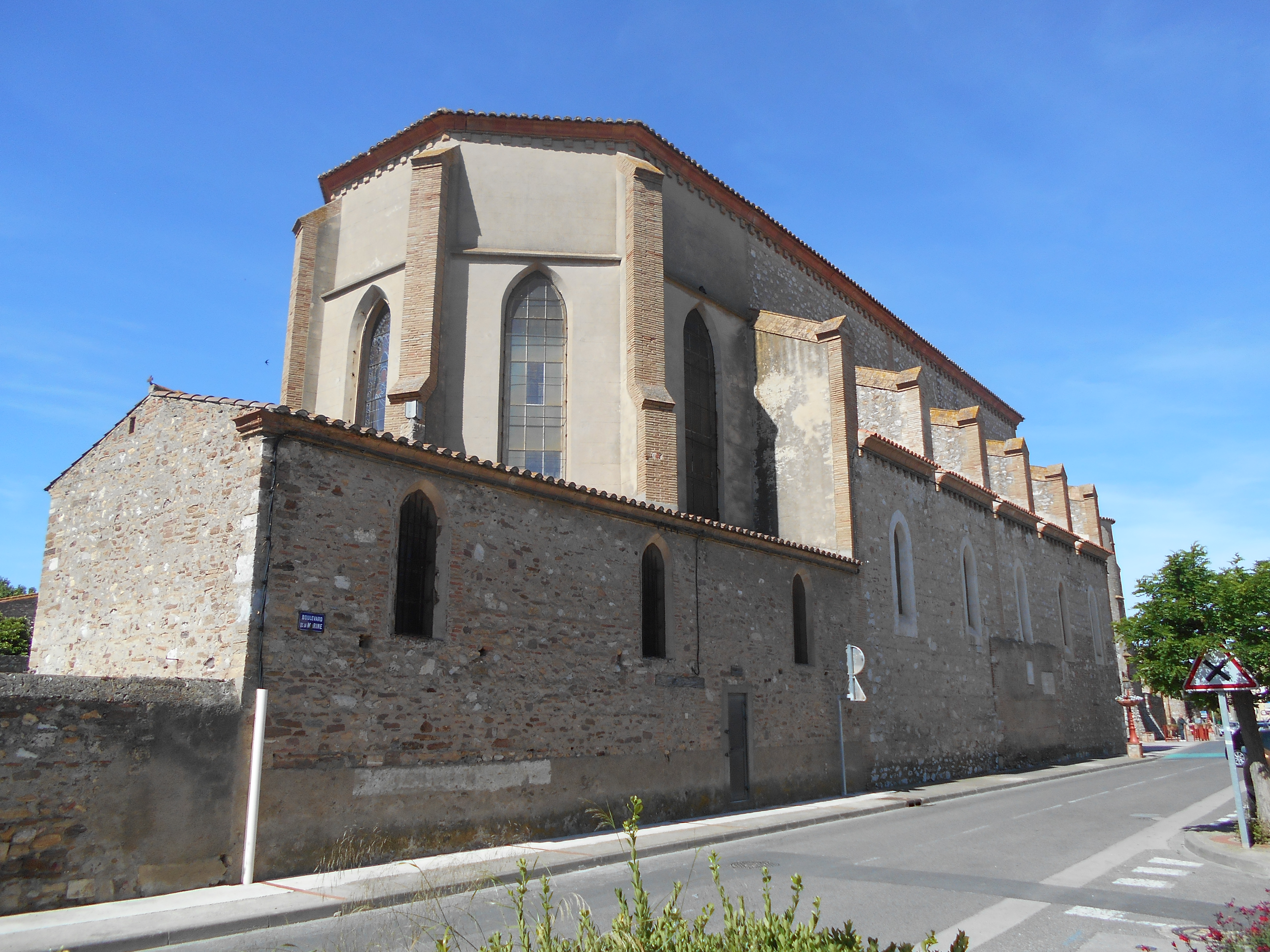
Façana septentrional

Sant Miquel de Sant Hipòlit de la Salanca és l'església parroquial del poble de Sant Hipòlit de la Salanca, a la comarca del Rosselló, a la Catalunya Nord.
Està situada a l'extrem nord-est del poble vell de Sant Hipòlit de la Salanca, al seu punt més alt, davant del castell del poble.
Com el nom del poble indica, l'advocació original de l'església fou la de sant Hipòlit, però ja a l'edat mitjana tardana fou substituïda per la de sant Miquel.

## Història
Documentada com a església de sant Hipòlit el 941, el segle xiv ja era dedicada a sant Miquel. Fou del tot refeta al segle xix, de manera que no queda res de l'edifici original. El 1847 s'hi descobrí una columna mil·liar, possiblement procedent de la propera Via Domitia, dedicada a l'emperador Constantí I el Gran; feia de suport de l'ara, la pedra de l'altar, juntament amb un capitell corinti. Es poden veure avui dia en el porxo de l'església.